# Arenápolis
Arenápolis est une municipalité brésilienne située dans l'État du Mato Grosso.